# Patricia Ott
Patricia Ott, född den 15 maj 1960 i Frankfurt am Main, Tyskland, är en västtysk landhockeyspelare.
Hon tog OS-silver i damernas landhockeyturnering i samband med de olympiska landhockeytävlingarna 1984 i Los Angeles.